# UFC Fight Night: Belfort vs. Henderson 3
UFC Fight Night: Belfort vs. Henderson 3 (también conocido como UFC Fight Night 77) fue un evento de artes marciales mixtas celebrado por Ultimate Fighting Championship el 7 de noviembre de 2015 en el Ginásio do Ibirapuera, en São Paulo, Brasil.

## Historia
El evento estelar contó con el tercer combate entre Vitor Belfort y Dan Henderson en la categoría de peso medio. En su primer combate en 2006, Henderson ganó la pelea por decisión unánime. A su vez en 2013, Belfort derrotó por nocaut a Henderson en UFC Fight Night 32.
Tom Lawlor esperaba enfrentarse a Fábio Maldonado en el evento. Sin embargo, Lawlor sufrió una lesión y fue reemplazado por Corey Anderson.

## Resultados
1. ↑  Originalmente victoria para Tibau por sumisión (rear-naked choke). Resultado cambiado a una victoria por descalificación para Trujillo por dar Tibau positivo en sustancias prohibidas (eritropoyetina).

## Premios extra
Cada peleador recibió un bono de $50,000.
- Pelea de la Noche: No hubo premiados
- Actuación de la Noche: Vitor Belfort, Thomas Almeida, Alex Oliveira y Thiago Tavares